# Houston Oilers 1985
La stagione 1985 degli Houston Oilers è stata la 16ª della franchigia nella National Football League, la 26ª complessiva La squadra migliorò di due partite il record della stagione precedente, salendo a 5-11 e mancando i playoff per il quinto anno consecutivo.

## Roster
| Roster degli Houston Oilers nel 1985 |
| --- |
| Quarterback - 1 Warren Moon - 16 Mike Moroski Running Back - 30 Mike Rozier Wide Receiver - 86 Mike Akiu - 85 Drew Hill - 83 Tim Smith Tight End - 83 Mike McCloskey Offensive Linemen - 74 Bruce Matthews G - 63 Mike Munchak G - 55 Jim Romano C - 73 Harvey Salem T - 70 Dean Steinkuhler G Defensive Linemen - 71 Richard Byrd DE - 79 Ray Childress DT Linebacker Defensive Back - 29 Patrick Allen CB - 25 Keith Bostic SS - 24 Steve Brown CB - 31 Jeff Donaldson S - 23 Richard Johnson CB Special Team - 11 Lee Johnson P - 7 Tony Zendejas K |
| Legenda - I rookie sono in corsivo. - Il primo ruolo è il principale mentre gli eventuali successivi indicano i ruoli secondari. - (IR) sta per Injured Reserve ed indica la lista ristretta per un solo giocatore infortunato che può tornare ad allenarsi dopo la settimana 6 e a rientrare in prima squadra dopo che questa ha giocato 8 partite. - (NF-Inj.) / (NF-Ill.) stanno rispettivamente per Non-Football Injured e Non-Football Illness ed indicano le liste dove viene inserito un giocatore che ha un infortunio o una malattia non dipendente dal football americano. - (PUP) sta per Physically Unable to Perform ed indica la lista dove viene inserito un giocatore mentre è in attesa di recuperare la condizione fisica. Nella stagione regolare dopo la sesta partita giocata dalla propria squadra, il giocatore ha tempo tre settimane per riprendere ad allenarsi, più tre settimane aggiuntive dal suo rientro agli allenamenti per rientrare in prima squadra. |

Fonte:

## Calendario

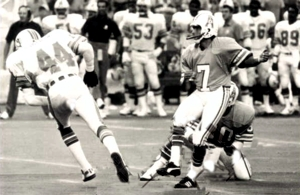
La gara del primo turno della stagione 1985 contro i Miami Dolphins

| Stagione regolare |                        |           |
| Turno             | Avversario             | Risultato |
| 1                 | Miami Dolphins         | V 26–23   |
| 2                 | at Washington Redskins | S 16–13   |
| 3                 | at Pittsburgh Steelers | S 20–0    |
| 4                 | Dallas Cowboys         | S 17–10   |
| 5                 | at Denver Broncos      | S 31–20   |
| 6                 | Cleveland Browns       | S 21–6    |
| 7                 | Cincinnati Bengals     | V 44–27   |
| 8                 | at St. Louis Cardinals | V 20–10   |
| 9                 | Kansas City Chiefs     | V 23–20   |
| 10                | at Buffalo Bills       | S 20–0    |
| 11                | Pittsburgh Steelers    | S 30–7    |
| 12                | San Diego Chargers     | V 37–35   |
| 13                | at Cincinnati Bengals  | S 45–27   |
| 14                | New York Giants        | S 35–14   |
| 15                | at Cleveland Browns    | S 28–21   |
| 16                | at Indianapolis Colts  | S 34–16   |

## Classifiche
| AFC Central         | AFC Central | AFC Central | AFC Central | AFC Central | AFC Central | AFC Central | AFC Central | AFC Central | AFC Central |
|                     | V           | S           | P           | %           | DIV         | CONF        | PF          | S           | Str.        |
| ------------------- | ----------- | ----------- | ----------- | ----------- | ----------- | ----------- | ----------- | ----------- | ----------- |
| Cleveland Browns(3) | 8           | 8           | 0           | .500        | 4–2         | 7–5         | 287         | 294         | S1          |
| Cincinnati Bengals  | 7           | 9           | 0           | .438        | 4–2         | 5–7         | 441         | 437         | S2          |
| Pittsburgh Steelers | 7           | 9           | 0           | .438        | 3–3         | 6–6         | 379         | 355         | S1          |
| Houston Oilers      | 5           | 11          | 0           | .313        | 1–3         | 4–8         | 284         | 412         | S4          |